# Caridad bacteriana
La caridad bacteriana es el nombre que recibe un fenómeno biológico que hace referencia a que, en una población de bacterias sometidas a la acción de un antibiótico, una pequeña proporción de bacterias resistentes excretan una sustancia que ayuda a las no resistentes a sobrevivir.

## Historia
Hasta finales del año 2010 se sostenía la idea de que la resistencia a los antibióticos sólo funcionaba a nivel individual. Una bacteria adquiría una mutación genética que le proporcionaba protección para evitar los efectos de un antibiótico, lo que hacía posible que continuara creciendo para dar lugar a una población de bacterias resistentes. Los no resistentes irían desapareciendo afectados por el antibiótico.
Pero el estudio publicado por un grupo de científicos estadounidenses del Howard Hughes Medical Institute (HHMI), el 2 de septiembre de 2010, aportaba nuevos datos que descubrían un mecanismo de resistencia a los antibióticos a escala de población.

## Experimento
Los científicos del Howard Hughes Medical Institute, realizaron una serie de experimentos para llegar a estas conclusiones.
Se cultivaron en continuo Escherichia coli en concentraciones crecientes de norfloxacina para poder averiguar si existían elementos en la dinámica de población que pudieran influir en el desarrollo de resistencia. 
Se hicieron también análisis electroforeticos y de espectrometría de masas del sobrenadante de una de las muestras Highly resistant isolate (HRI), para determinar si esta muestra podría condicionar el medio de cultivo para mejorar la supervivencia global.
Una vez realizados estos experimentos, se centraron más en un ámbito de la biotecnología para determinar si la proteína identificada, era tnaA, y para localizar las mutaciones que diferenciaban las diferentes cepas. Para esto se creó un mutante de la proteína y se cultivó en presencia de antibiótico. De cara a a la localización, se secuenció el promotor y la región codificadora del gen de la proteína.
El resultado fue que el mutante de la proteína, no producía tnaA.
Ya que tnaA catalizaba la producción de indol, los científicos enfocaron su estudio entorno esta molécula. Se realizan una serie de análisis y se observa que en presencia de esta molécula, la mínima concentración bactericida (MBC)se duplicaba.
Visto esto, se quiso averiguar si la producción de esta molécula tenía un coste extra para las bacteria que la producían. Se cocultivaron y por otra parte se cultivaron por separado, dos cepas, de las cuales una contenía la proteína tnaA.
Se observó que C10,12ΔtnaA (cepa con proteína), crecía mucho más que C10,12 en cultivos por separado, y en el cocultivo, C10,12ΔtnaAdesplazaba a C10,12.
Mediante análisis de la transcripción en presencia y ausencia de indol se supo que esta molécula actúa activando los sistemas físicos de exportación celular que pueden bombear el antibiótico y por otra parte, activando los mecanismos de protección al estrés oxidativo.
Los últimos experimentos se basaron en secuenciar el genoma de las cepas para localizar mutaciones fenotípicas y también se realizaron determinaciones de las frecuencias alélicas de los SNPs. 
Finalmente se probó el mismo experimento para otros antibióticos como gentamicina para ver si ocurría lo mismo.

## Mecanismo
Los individuos de una población de Escherichia coli suelen producir indol como subproducto del metabolismo del triptófano. En presencia de antibióticos la producción de indol se detiene, pero los mutantes resistentes al antibiótico pueden mantener su producción. 
El indol que producen los mutantes actúa como molécula señalizadora y es suficiente para activar algunos mecanismos anti-estrés en el resto de la población que, sin ser genéticamente resistente al antibiótico, mejora su supervivencia en presencia de éste. El fenómeno de resistencia poblacional se ha observado en poblaciones sometidas a la acción de la norfloxacina que es un inhibidor de la DNA girasa, pero también en poblaciones sometidas a la acción de la gentamicina que inhibe la síntesis de proteínas.

## Aplicaciones
Debido al efecto de resistencia a nivel de población el desarrollo de fármacos que bloquean la ruta de síntesis del indol, pueden suponer una herramienta a la hora de diseñar nuevas estrategias terapéuticas para el tratamiento de infecciones bacterianas. En efecto, la administración simultánea de un antibiótico y un inhibidor de la síntesis de indol debería acelerar el tratamiento y minimizar la aparición de resistencias genéticas.